# 张志英
张志英（1973年7月19日—）是退役的中国铅球运动员，她在1992年世界青年锦标赛和1995年亚洲锦标赛上赢得银牌。

## 外部連結
- 张志英在的頁面